# Brachystoma minuta
Brachystoma minuta är en tvåvingeart som först beskrevs av Oliver 1791.  Brachystoma minuta ingår i släktet Brachystoma och familjen Brachystomatidae. Inga underarter finns listade i Catalogue of Life.